# Особняк Берестовського
Особня́к Бересто́вського — двоповерховий житловий будинок середини XIX століття на вулиці Софіївській, 9 у Києві. Пам'ятка архітектури місцевого значення.

## Історія

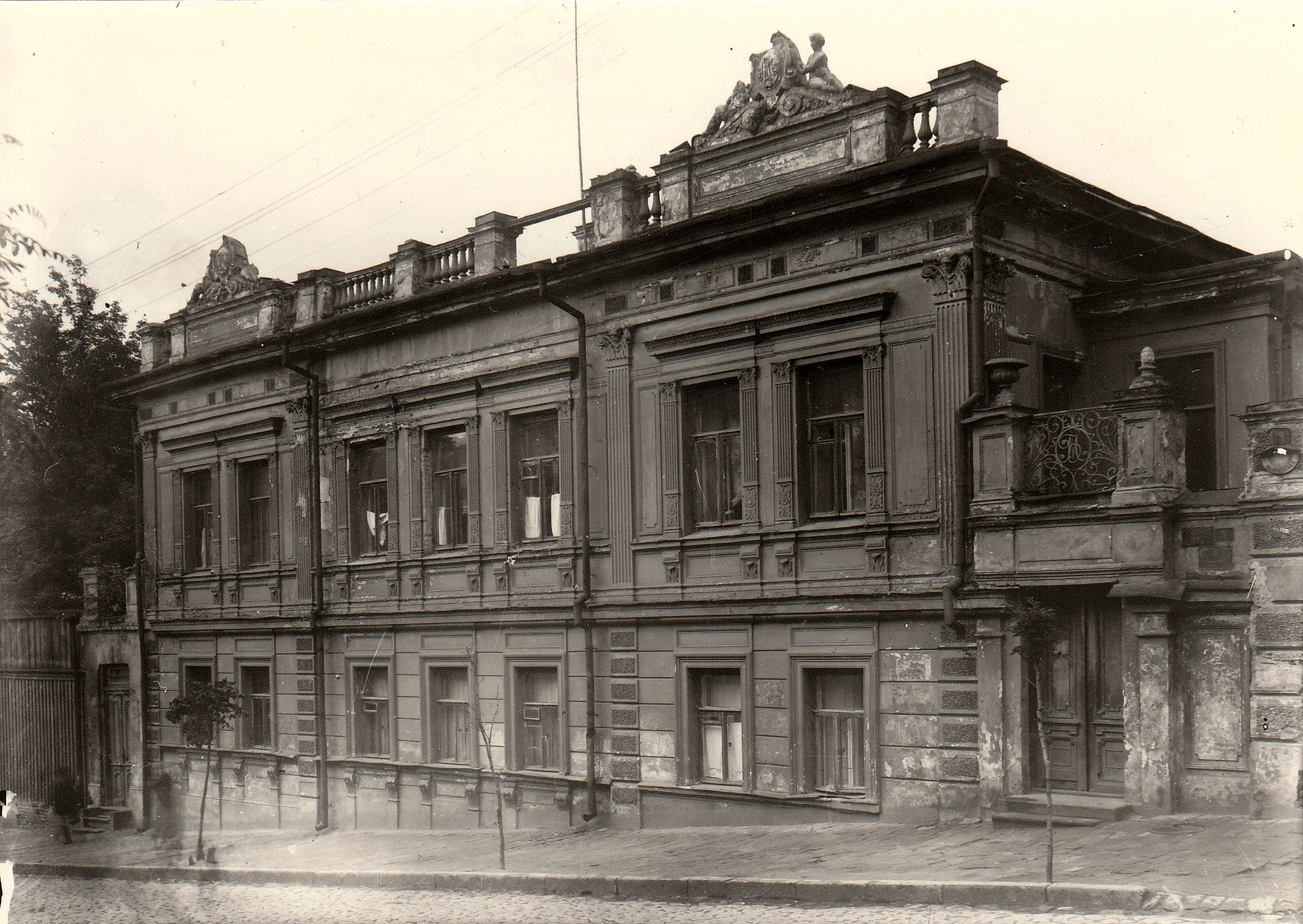
Фотографія садиби 1930-х років

1853 року київський купець 2-ї гільдії Олексій Євстафійович Берестовський придбав ділянку землі на вулиці Софіївській. На його замовлення у 1854—1857 роках за проєктом архітектора Павла Спарро звели двоповерхову садибу.
Після смерті Олексія Берестовського в 1862 році його власність перейшла до двох старших синів — Володимира та Герасима. Садиба по вулиці Софіївській, 9 дісталася Володимиру Олексійовичу, а сусідній будинок за № 11, придбаний 1857 року, — Герасиму. 1877 року Володимир Берестовський помер, після чого садиба перейшла до його двадцятирічного сина Олександра, а управління справами — до дружини померлого Марії. Певний час у другій половині XIX століття у будівлі проводили засідання Київського відділення Російського технічного товариства.
1919 року радянська влада націоналізувала будівлю. Після цього в ній у різний час містилися різні державні установи. На початку XXI століття у будівлі містилася Київська регіональна організація Партії національно-економічного розвитку України.
Відповідно до наказу Міністерства культури України № 1198 від 16 грудня 2016 року садиба є пам'яткою архітектури місцевого значення.

## Архітектура

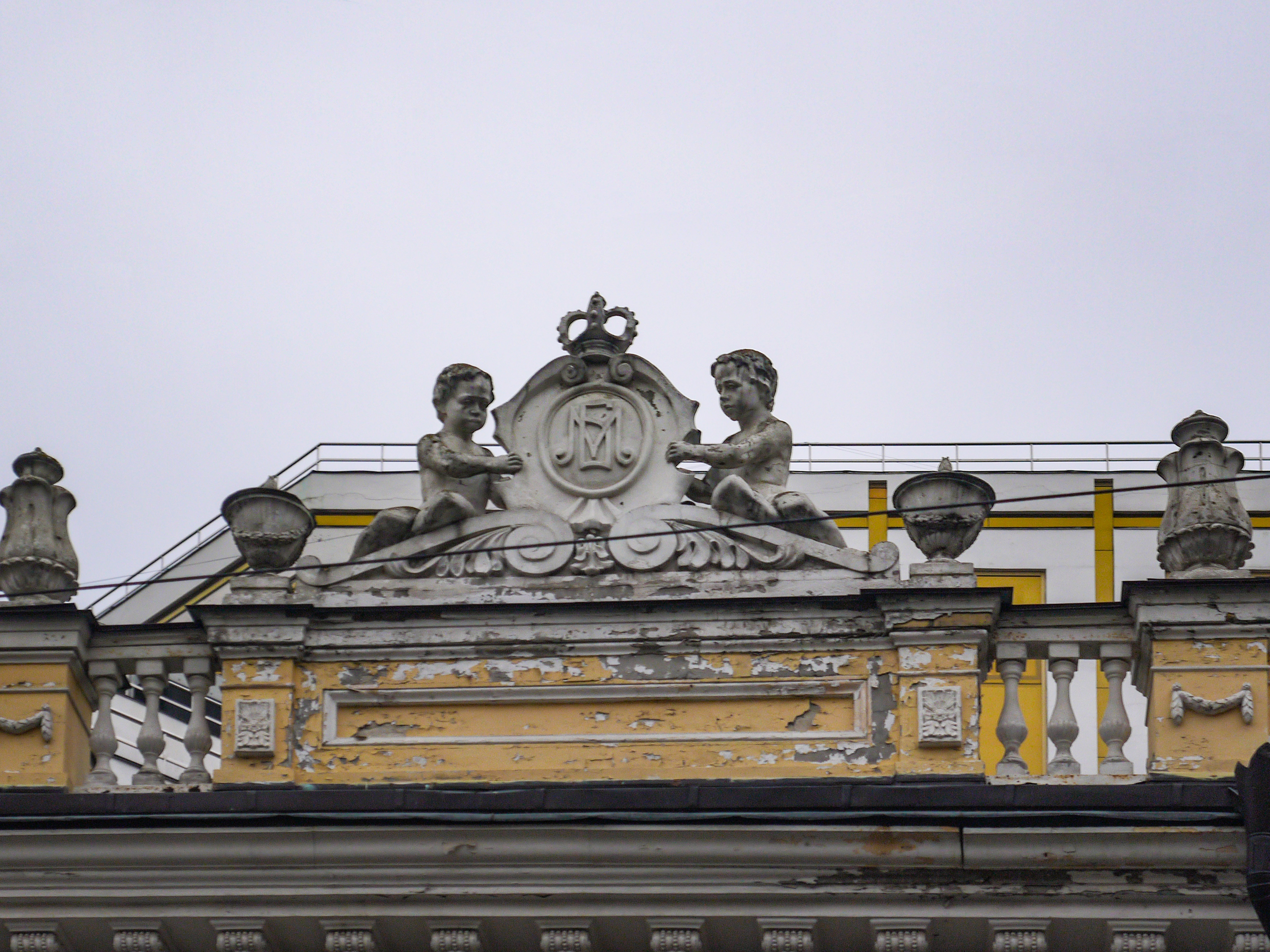
Картуш із вензелем «МБ» на фасаді

Споруду зведено в стилі пізнього класицизму.
Загальна площа ділянки — 0,15 га. Позаду житлової будівлі розміщувалися службові споруди та сад з альтанкою та фонтаном. У плані будинок має Г-подібну форму. Передній фасад має сім вікон, оздоблений рустом (на рівні першого поверху), пілястрами, сандриками, фільонками, лиштвами, карнизом, аттиками.
Згідно з планом садиби, складеним 1873 року, на першому поверсі містилися 9 кімнат, на другому — 11; на обох поверхах було по два передпокої. 1877 року на замовлення власника садиби Володимира Берестовського за проєктом і під керівництвом архітектора Володимира Ніколаєва надбудували другий поверх з боку двору й перебудували під'їзд із балконом. 1884 року на замовлення його вдови Марії Андріївни за проєктом Олександра Хойнацького до фасаду здійснено прибудову на одне вікно. Крім того, зверху на фасаді з'явився картуш, який підтримували купідони, із вензелем «МБ» на честь власниці. Такий же вензель був на кованих ґратах на терасі.
За радянської доби внутрішнє розташування приміщень неодноразово змінювалося. Зовні будинок втратив парапети, скультурні оздоблення, ажурні ґрати.
2001 року проведено реставрацію будівлі.